# Raymond Beerens
Raymond Beerens (Oss, 14 februari 1972) is een Nederlands voormalig voetballer die doorgaans als middenvelder speelde.

## Clubcarrière
Beerens speelt in de jeugd van Ruwaard als hij op zijn dertiende de overstap maakt naar PSV, waar hij in het jeugdinternaat terechtkomt. Hij behoort tot de eerste lichting van het internaat, met onder anderen Twan Scheepers, Dick en Alfred Schreuder, Lloyd Kammeron en Mitchell van der Gaag. Hij maakt in 1990 zijn debuut voor PSV, maar wordt een seizoen later verhuurd aan RKC. Na weer een jaar PSV vertrekt hij naar MVV. Beerens speelt verder nog voor FC Groningen,  FC Volendam en FC Saarbrücken.